# Sjöfartsmuseet Nordfriesland

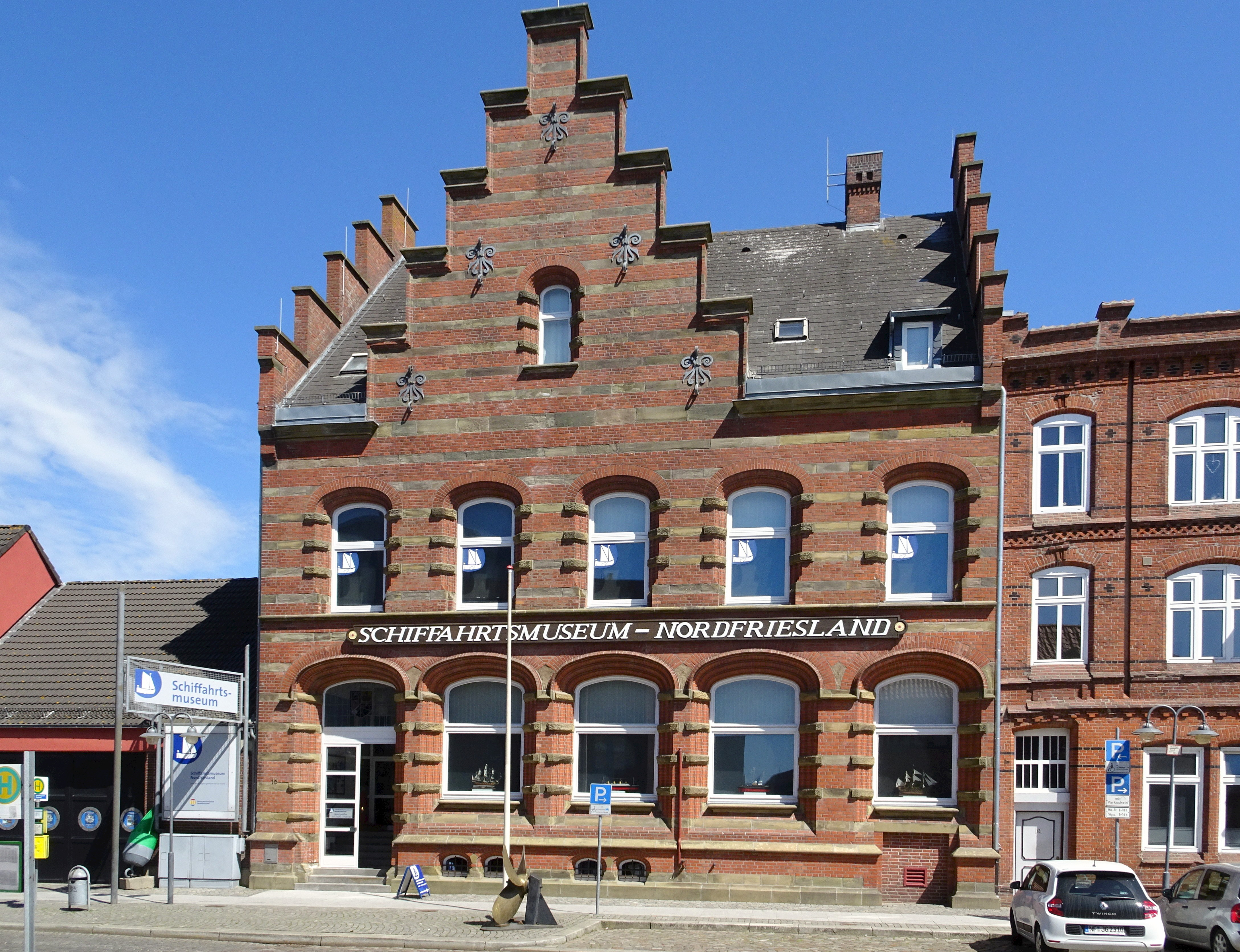
Museibyggnaden, maj 2018.

Sjöfartsmuseet Nordfriesland (tyska: Schiffahrtsmuseum Nordfriesland) är ett museum vid hamnen i staden Husum i det nordtyska förbundslandet Schleswig-Holstein. Museet visar stadens historik med fokus på sjöfart, valfångst, kustnära fiske, fartygsbygge och liknande. Till museet hör ett friområde med större exponat som ankare, sjömärken och mindre fartyg. I den närbelägna hamnen ligger bland annat museets bojläggare ”Hildegard”.

## Museet
Museibyggnaden med sina markanta trappgavlar och adress Zingel 15 härrör från år 1902. Här inreddes ett sjöfartsmuseum på privat initiativ som invigdes 1988. Museets samlingar visas på fyra våningar och i ett nybyggt annex som härbärgerar vraket av ett mindre segelfartyg (Uelvesbüller Wrack) från omkring 1600 som fraktade socker. Vraket upptäcktes 1994 och konserverades under flera år i sockerlösning innan det kunde utställas 1998. 
Bland andra utställningsföremål märks fartygsmodeller, olika maskintelegrafer, modeller på fyrtorn, originalbrygga av ett mindre fartyg, diverse sjömärken och aktern av en större snipa i originalstorlek. Fartygsbygge i trä och stål demonstreas med hjälp av modeller och informationstavlor. Museet visar även Nordfrielands historiska valfångst, 1 000 år sjöfart i Nordfriesland från vikingatiden till idag och presenterar några arbeten av kartografen Johannes Mejer som levde i Husum.

## Bilder

Interiör
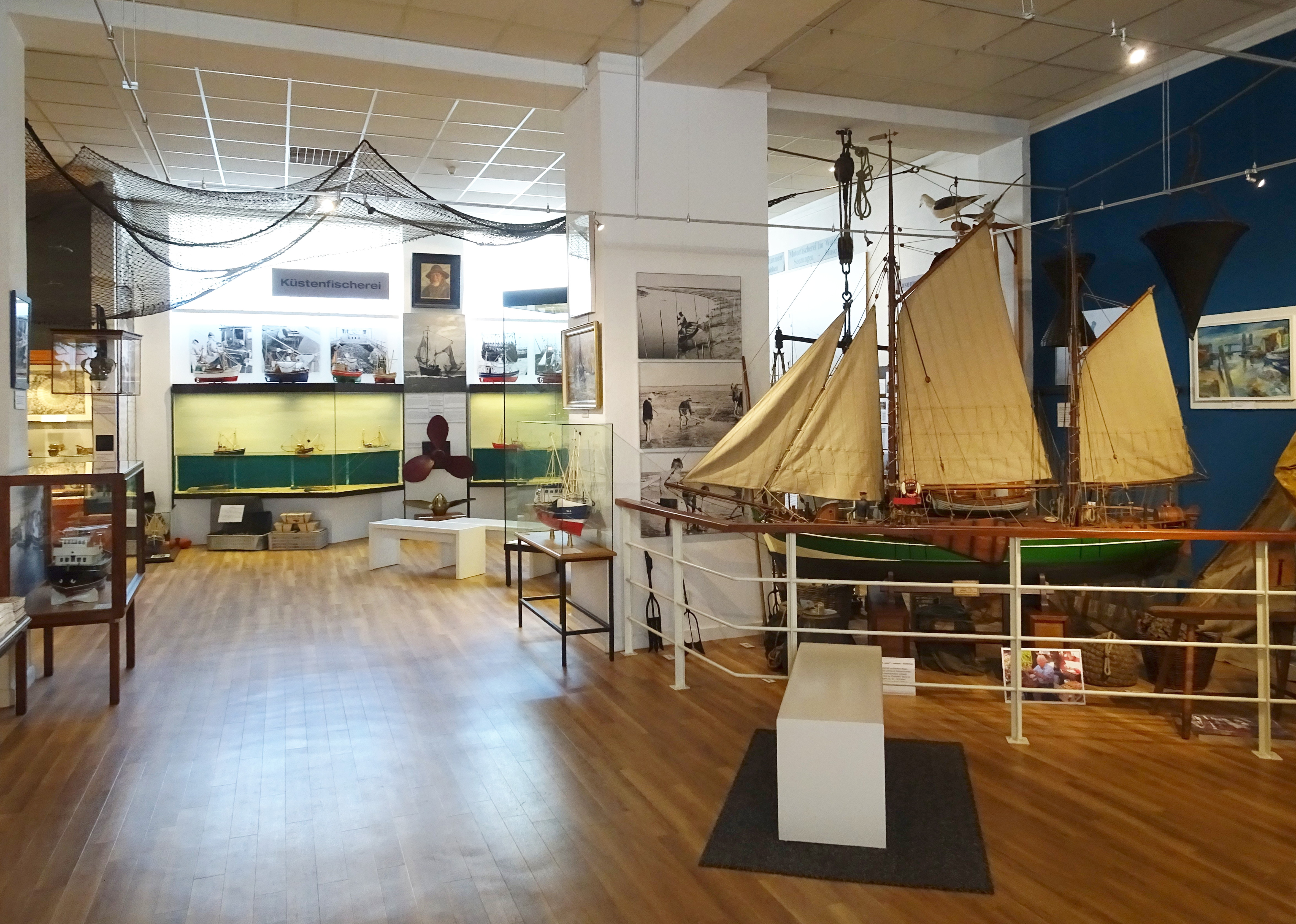
Bottenvåningen
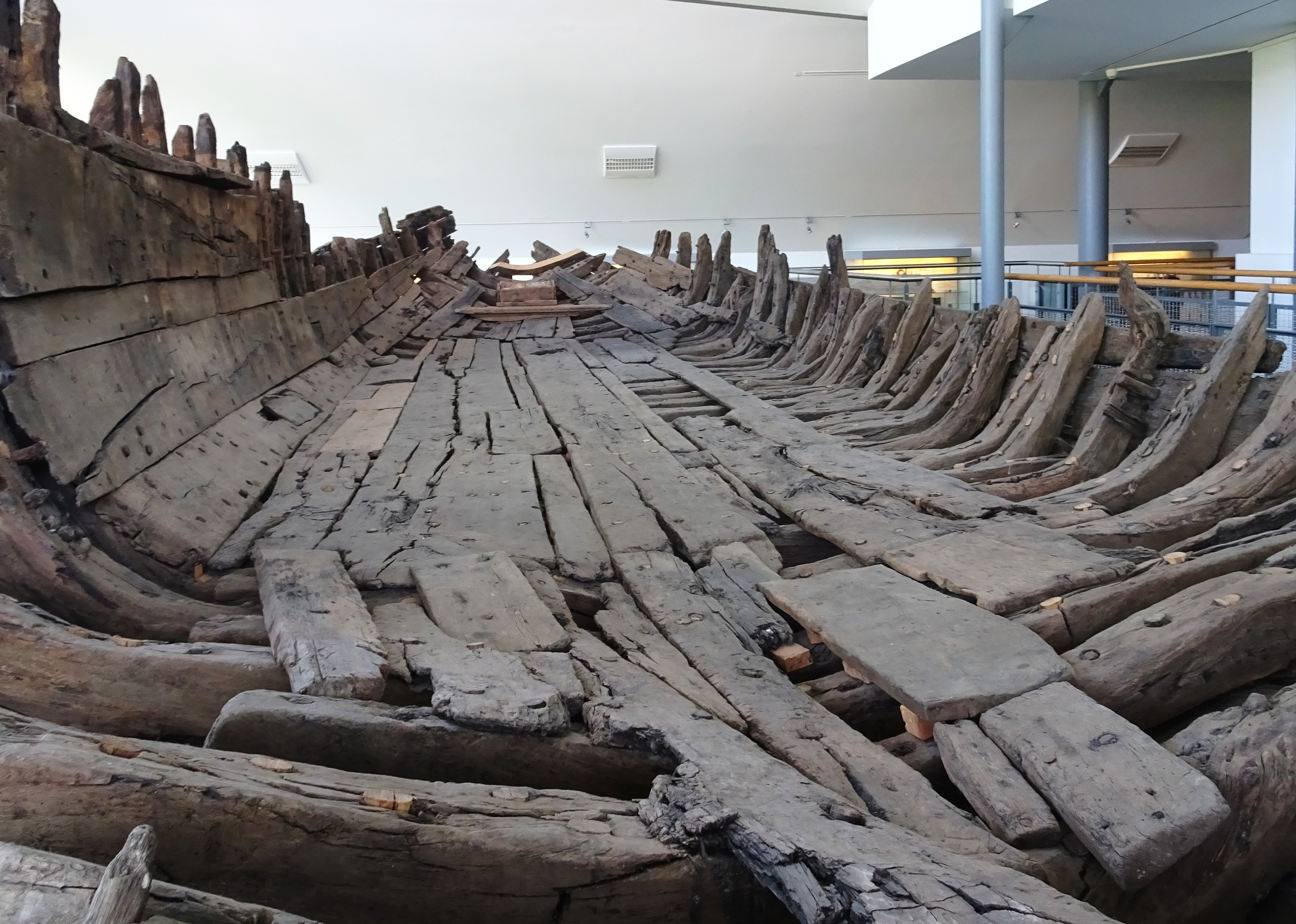
"Uelvesbüller Wrack"
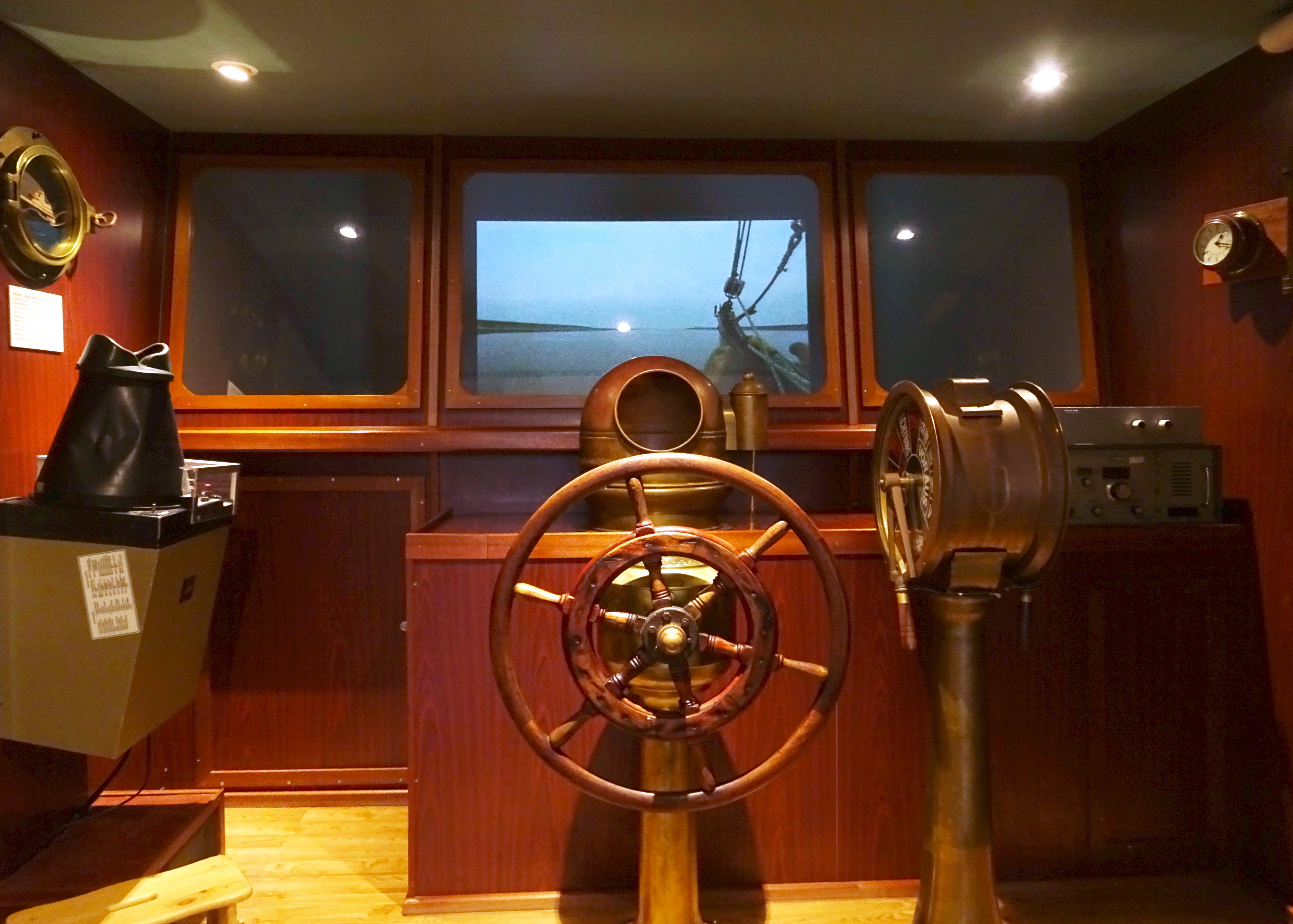
Fartygsbrygga
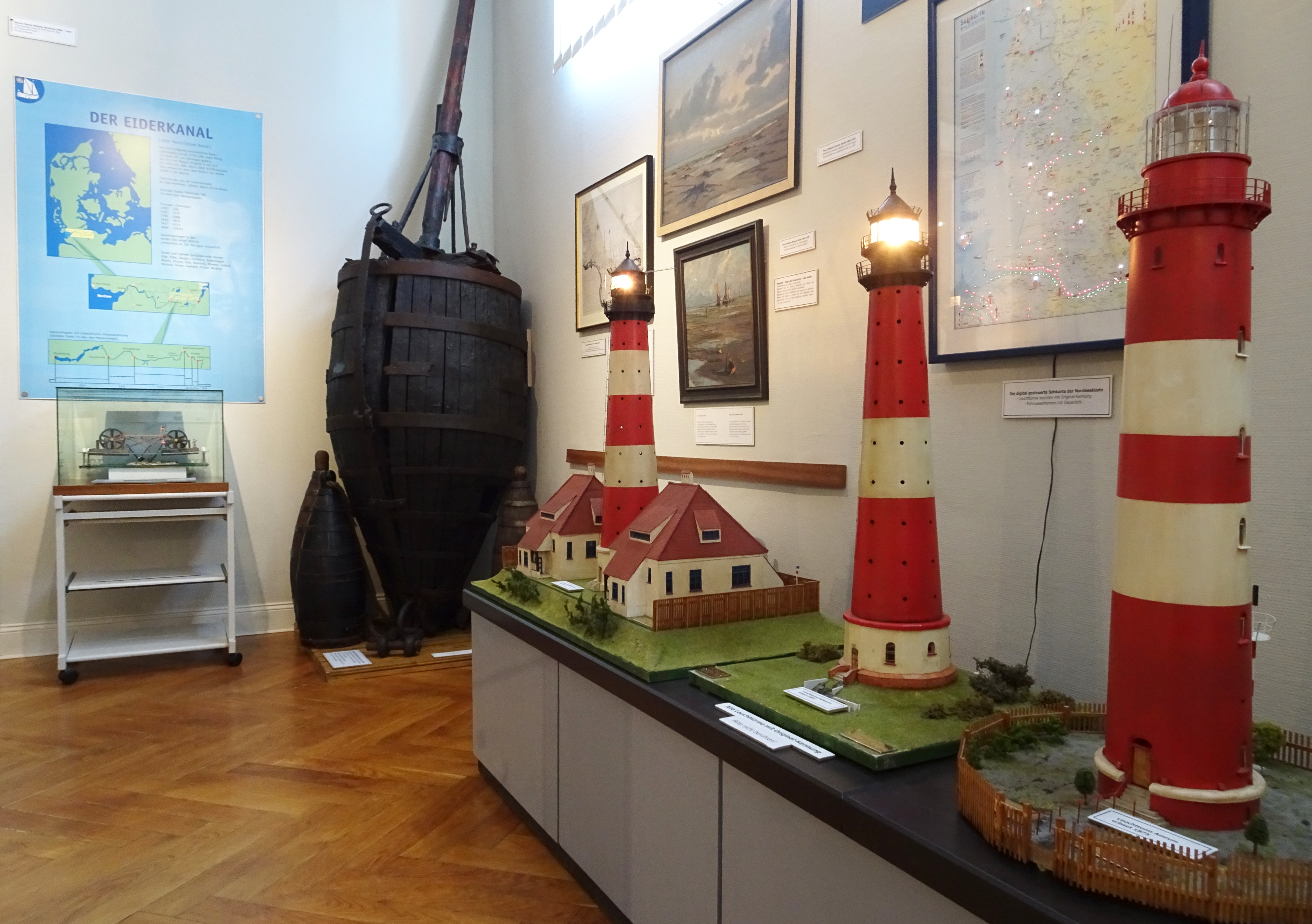
Fyrtorn
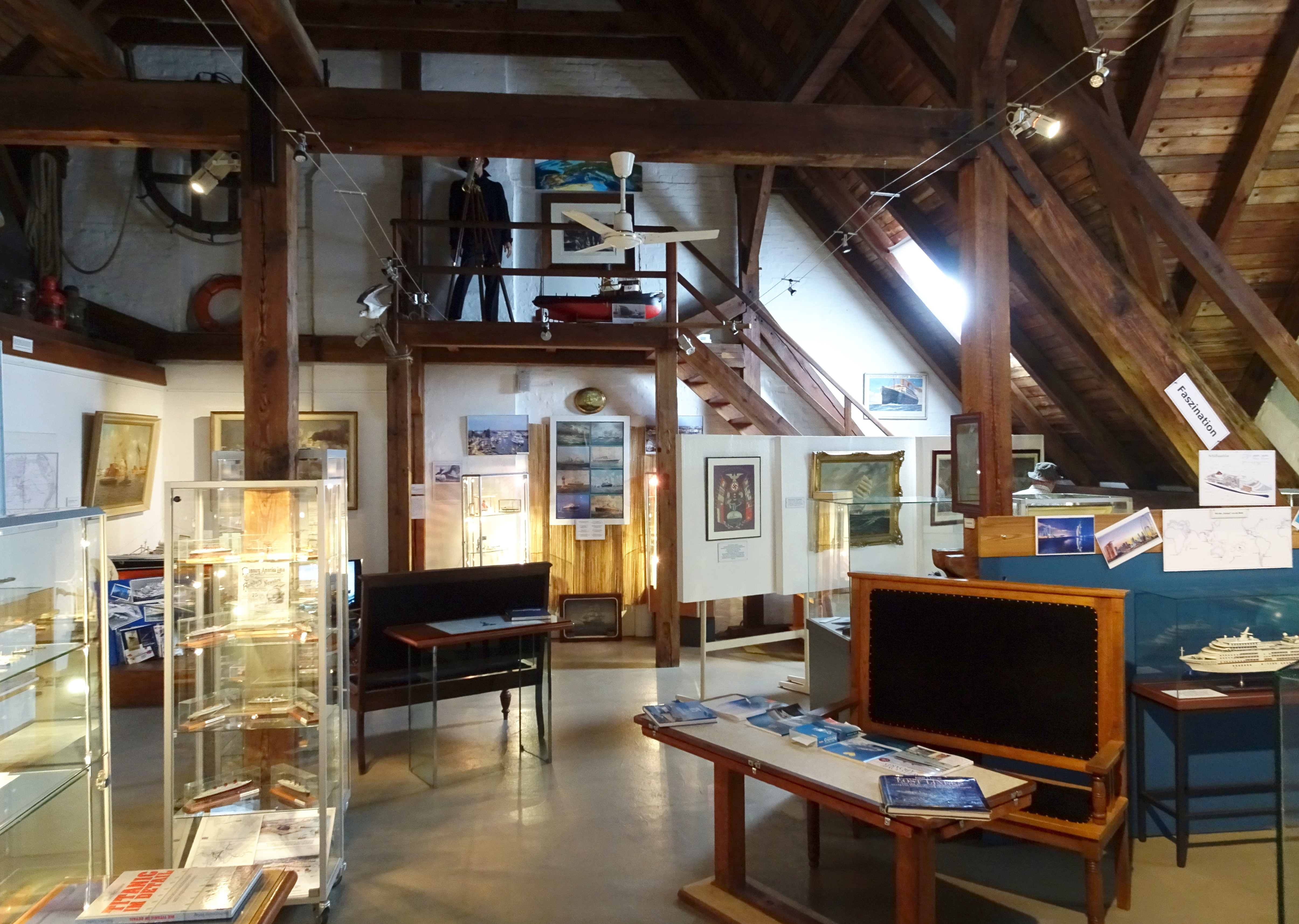
Vindsvåningen

Friområdet och hamnen
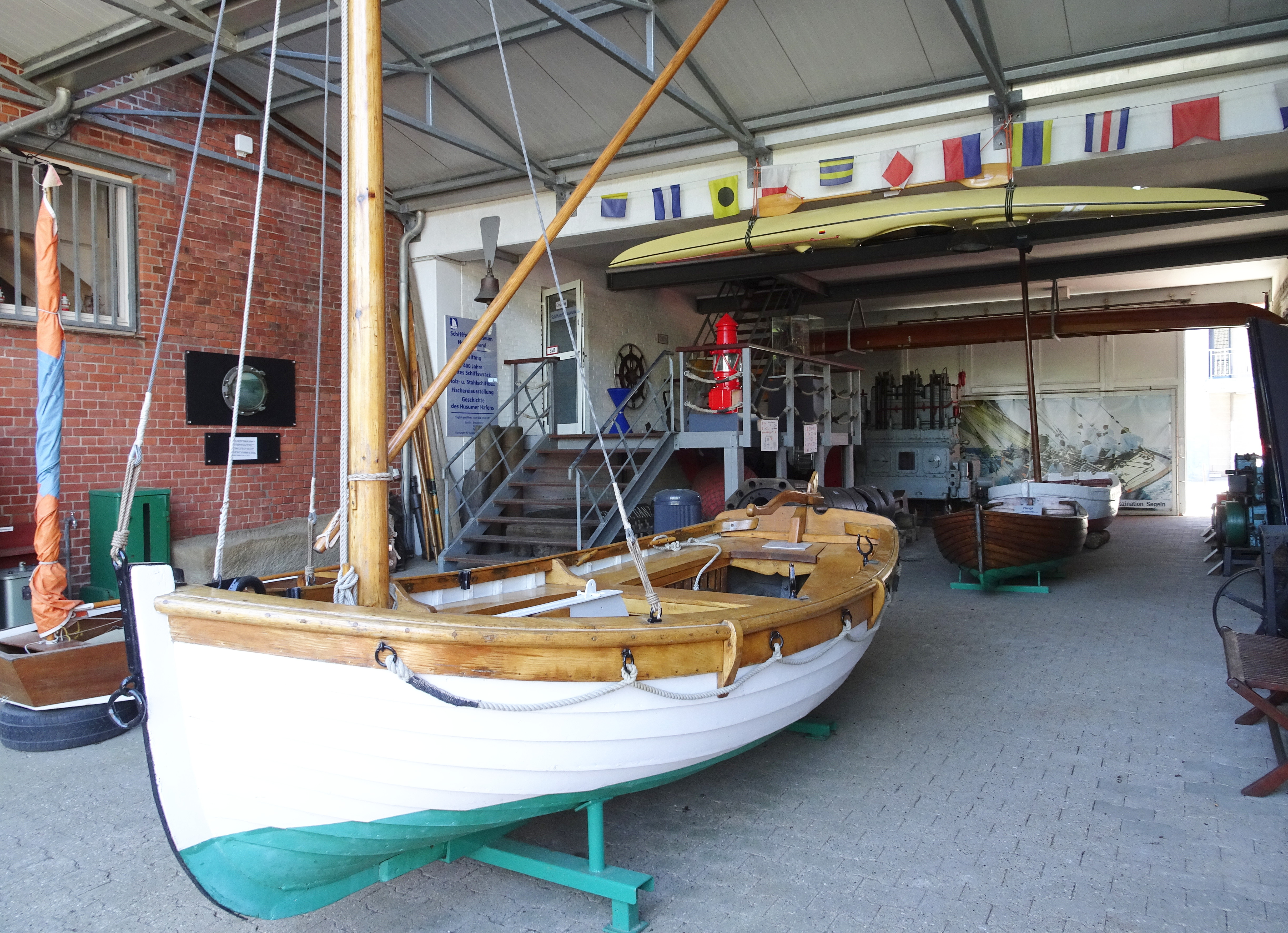
Friområdet utanför museet
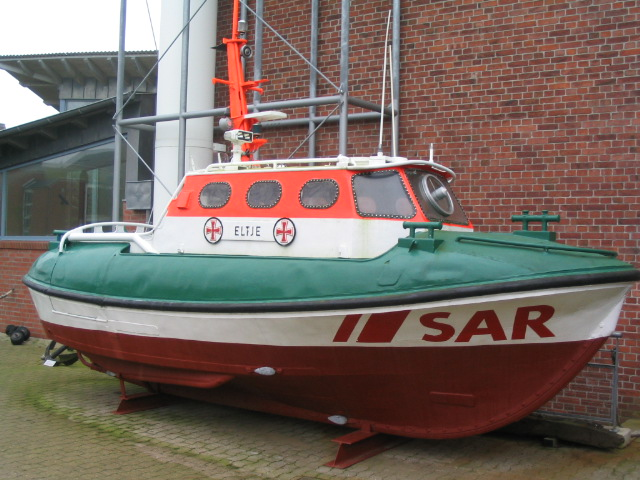
Sjönödräddningsbåten "Eltje"
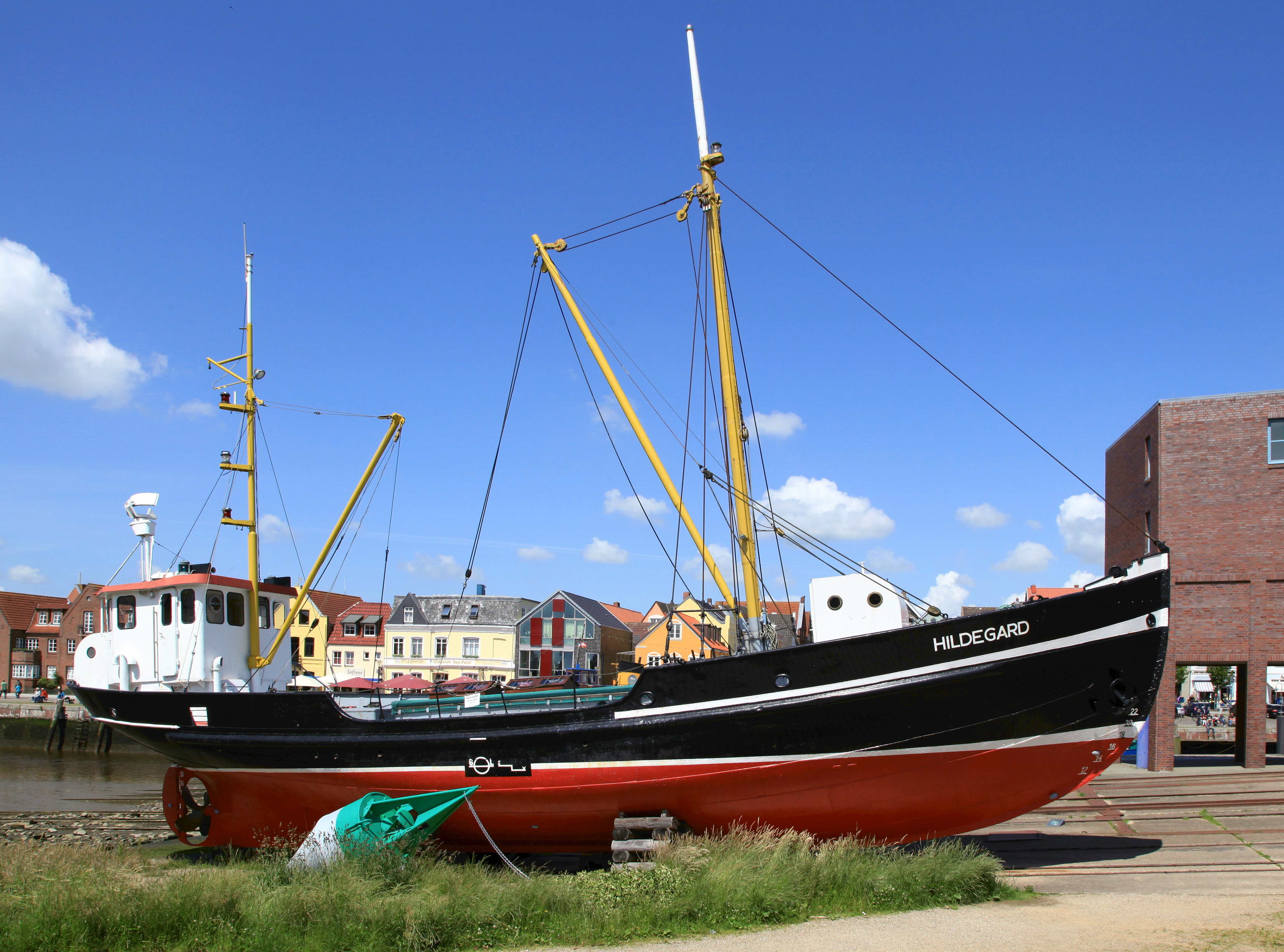
Bojläggaren "Hildegard"
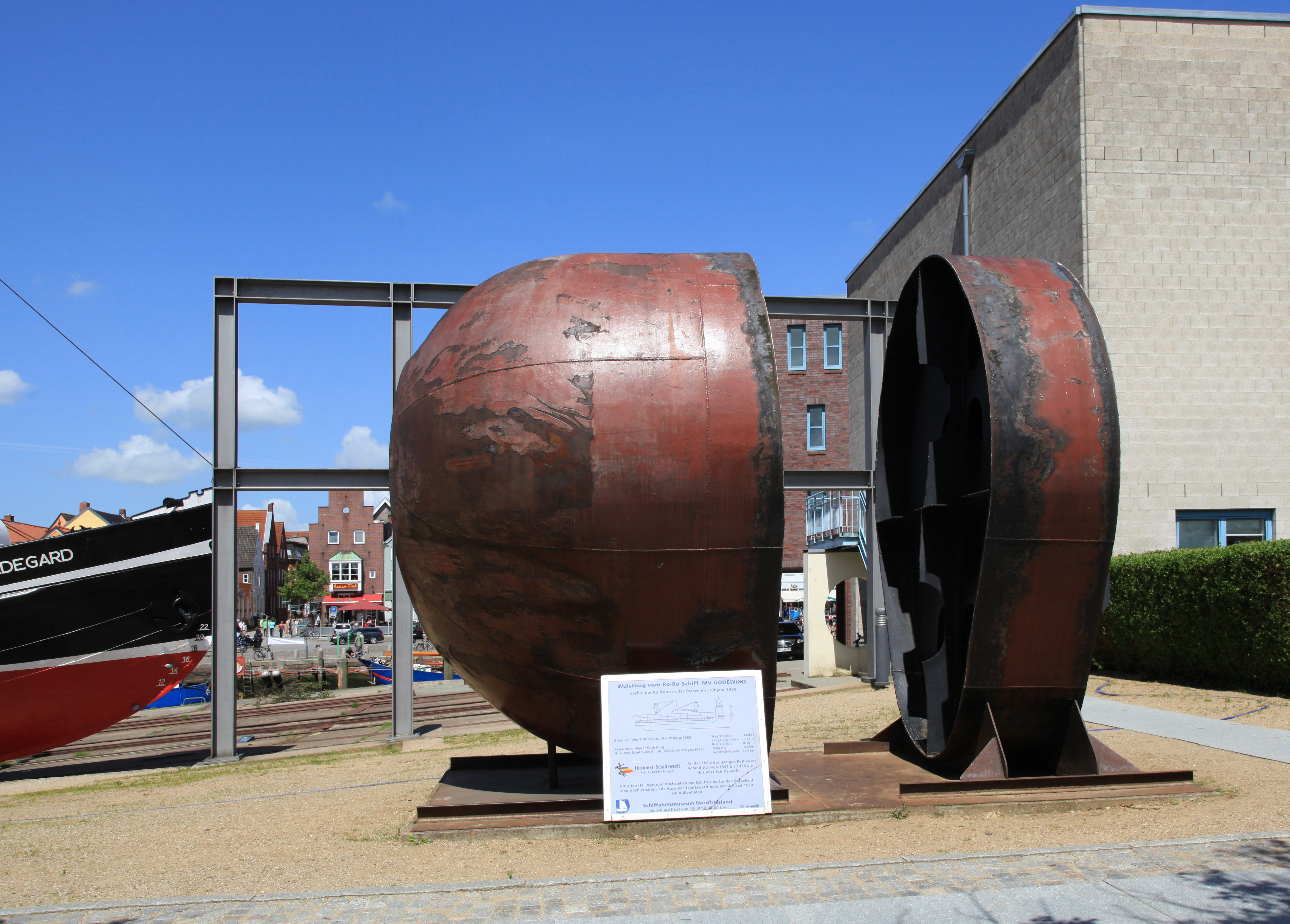
Bulbstäv från "Godewind"
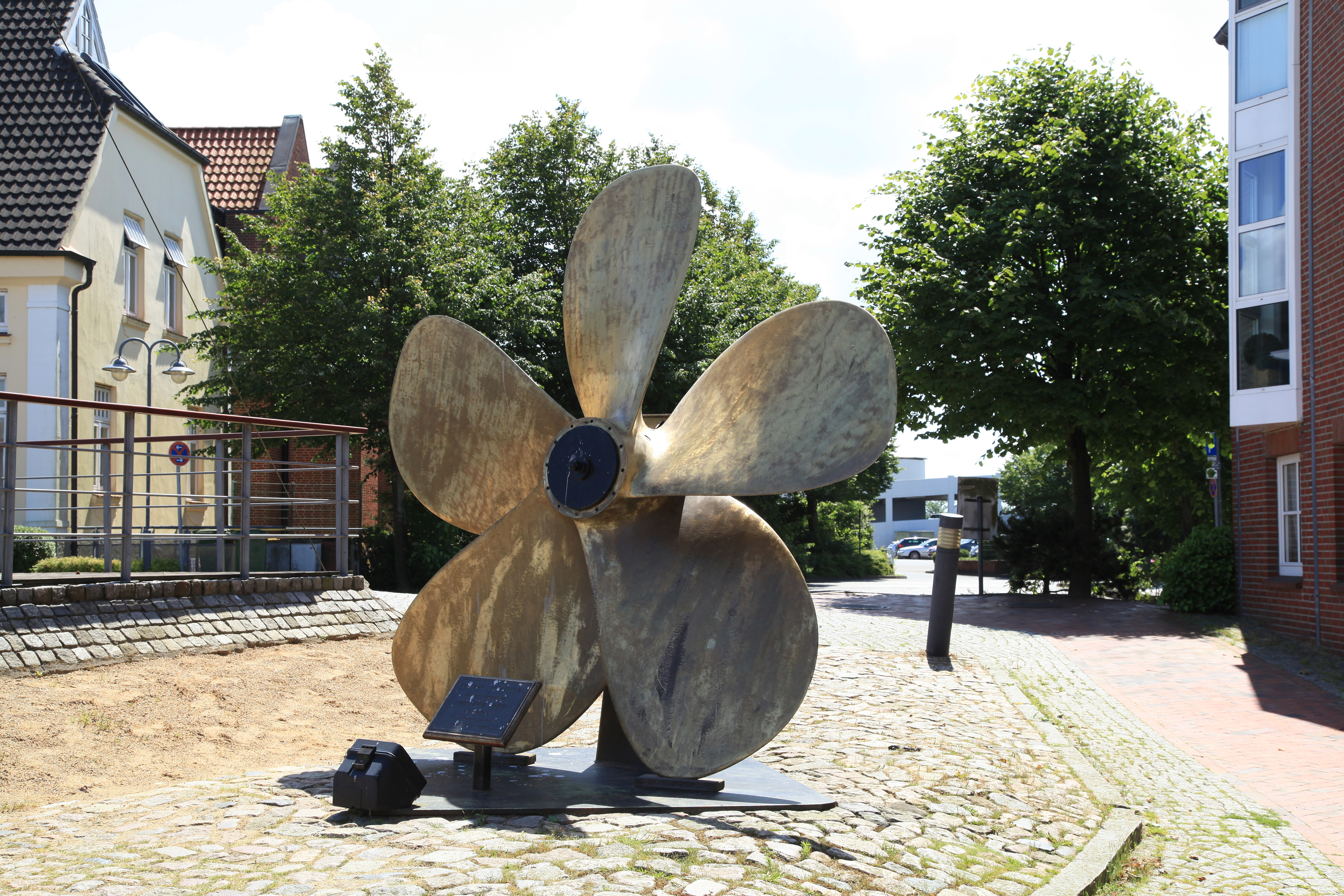
Fartygspropeller